# Arnold Bernstein

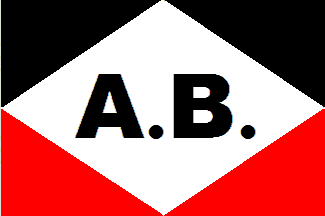
Arnold Bernstein Schiffahrtgesellschaft

Arnold Bernstein (* 23. Januar 1888 in Breslau; † 1971 in Palm Beach) war ein deutschamerikanischer Reeder und Pionier des Autotransports. Er war einer der ersten jüdischen Großkaufleute, die Opfer nationalsozialistischer Enteignungspolitik wurden.

## Leben
Bernstein war ältestes Kind des jüdischen Kaufmanns Max Bernstein und der Franziska Altmann. Nach dem Zusammenbruch der Firma seines Vaters in Breslau ging Bernstein 1911 nach Hamburg und gründete dort 1912 mit seinem Vater die Firma „Arnold Bernstein in Hamburg“ ein kleines Handelsgeschäft.
Bernstein nahm als Artillerist am Ersten Weltkrieg teil, wurde Leutnant und erhielt das Eiserne Kreuz 1. Klasse verliehen.
1919 gründete er in Hamburg die Reederei Arnold Bernstein. Sein Vater schied 1924 aus dem Unternehmen aus. 1928 folgte die Gründung der Arnold Bernstein Steamship Company mit Sitz in New York. Die Reederei in Hamburg firmierte 1930 um in Arnold Bernstein Schiffahrtsgesellschaft m.b.H. 1934 gründete Bernstein nach schwierigen Verhandlungen mit den Nationalsozialisten und in Kooperation mit den Zionisten für die jüdische Auswanderung die Palestine Shipping Co. Ltd. in Haifa. 1935 erwarb Bernstein die amerikanisch-englische „Red Star Line“. Die Arnold Bernstein Steamship Company firmierte nunmehr als Red Star General Agency Ltd., New York.
1937 war die Reederei mit über 1000 Seeleuten eines der größten jüdischen Unternehmen Deutschlands. Bernstein wurde von Heinrich Jauch, Erster Staatsanwalt in Hamburg, wegen Devisenvergehens angeklagt. Bernstein wurde unter anderem von Gerd Bucerius verteidigt. Der Prozess endete mit einer Haftstrafe und hatte den Zwangsverkauf des Unternehmens zur Folge. Das Neue Tage-Buch urteilte: „Hat man damals einen besonders forschen Staatsanwalt aus Berlin, der auf den schönen Namen Jauch hört, nach Hamburg versetzt und zu den Spezialitäten dieses Jauch scheint auch die ‚Beugehaft‘ zu gehören.“ Um den Namen Bernstein aus der Öffentlichkeit zu tilgen, wurden die Schiffe der Arnold Bernstein Schiffahrtsgesellschaft 1938 auf die Red Star Line übertragen. Ende des Jahres stellte die Palestine Shipping Co. ihren Dienst ein. Im Juli 1939 wurde Bernstein aus der Haft entlassen und konnte in die Vereinigten Staaten ausreisen.
1940 gründete er die Arnold Bernstein Steamship Corporation in New York, der 1957 die Gründung der American Banner Lines, Inc. in New York für den Personentransport folgte. 1959 zog sich Bernstein ins Privatleben zurück.

## Bedeutung
Bernstein revolutionierte den Autotransport zwischen den USA und Europa, indem er die Fahrzeuge ohne die damals üblichen Holzkisten transportierte und damit die Frachtkosten senken konnte. Als 1929 die Weltwirtschaftskrise die Gewinne der „Schwimmenden Garagen“ schmelzen ließ, baute Bernstein seine Frachtschiffe in Passagierschiffe um, wobei er statt der üblichen drei Beförderungsklassen nur eine Touristenklasse anbot.

## Schiffsliste
- Max, Frachtdampfer
- Keilberg, Frachtdampfer
- Betty, Schleppdampfer
- Odin, Frachtmotorschiff (ehemaliges Küstenpanzerschiff)
- Ägir, Frachtmotorschiff (ehemaliges Küstenpanzerschiff)
- Frithjof, Frachtmotorschiff (ehemaliges Küstenpanzerschiff)
- Max Bernstein, Frachtdampfer
- Falkenstein, Frachtdampfer
- Johanna, Frachtdampfer
- Charlotte, Motorleichter
- Schleswig-Holstein, Frachtdampfer
- Eberstein, Frachtdampfer
- Hohenstein, ab 1935: Tel Aviv, Passagier- und Frachtdampfer
- Gerolstein, Passagier- und Frachtdampfer
- Königstein, Passagier- und Frachtdampfer
- Ilsenstein, Passagier- und Frachtdampfer
- Lichtenstein, Frachtdampfer
- Lahnstein, Frachtdampfer
- Traunstein, Frachtdampfer
- Drachenstein, Frachtdampfer
- Gravenstein, Frachtdampfer
- Pennland, Passagier- und Frachtdampfer
- Westernland, Passagier- und Frachtdampfer

unter anderen Flaggen
- Panamanian, Frachtdampfer
- Orbis, Frachtdampfer
- Continental, Passagierdampfer
- Europa, Passagierdampfer
- Silver Star, Turbinen-Passagierschiff
- Atlantic, Turbinen-Passagierschiff